# Daclatasvir
Daclastavir es un principio activo aprobado como medicamento para el tratamiento de la hepatitis C. genotipos 1, 3 o 4. Lo desarrolla la empresa Bristol-Myers Squibb bajo el nombre de Daklinza y se presenta en comprimidos de 30 y 60 mg. Se emplea en combinación con otros medicamentos para el tratamiento de la infección crónica por el virus de la hepatitis C, actúa inhibiendo la replicación del virus, dificultando la síntesis del ARN viral y el proceso de ensamblaje del virus. Los ensayos clínicos realizados hasta la fecha (2014) han dado resultado favorable, por lo que su uso ha sido aprobado tras ser evaluado por la Agencia Europea de Medicamentos y la Administración de Alimentos y Medicamentos de Estados Unidos.